# الموسطة
الموسطة أو مشيخة الموسطة، هي مشيخة لفخيذة من فخائذ بني مالك من قبيلة يافع، تبعت المشيخة دولة اكبر منها وهي سلطنة يافع العليا وسلطانها ابن هرهرة ، وكانت إحدى أهم مشيخاتهم. تعد قرية القدمة هي حاضرة الموسطة، وجبلهم الرئيسي هو جبل الدرفان، انحلت المشيخة في عام 1967 فور انحلال السلطنة عقب قيام جمهورية اليمن الجنوبي، وبقيت الفخيذة بطبيعة الحال، وتعد مناطق مشيختهم الآن جزء من الجمهورية اليمنية.

## التاريخ
تنسب الموسطة إلى الأصووت، وهم بطن من بطون يافع القديمة، المنسوبة إلى صيات بن مالك بن بلدة بن يافع، وكان مكتب البعوس في الماضي جزء من الموسطة، لكن وبسبب الخلافات على المشيخة انقسمت الموسطة إلى مكتبان، احداهم حافظ على اسم الموسطة وهم الارباع قوم ابن عسكر النقيب، والآخر سمي بالبعوس وهم قوم ابن قابوس ثم الضباعي.
سمّيت الموسطة بهذا الاسم لتوسطها جيوش يافع دوما في المعارك التي تخوضها ضد القبائل الاخرى.

## المشيخة
تأسست مشيخة الموسطة في عام 1780م على يد الشيخ عسكر بن جابر - الملقب بالنقيب - السعيدي الموسطي اليافعي، وكانت تابعة للسلطنة الأم المسماة بيافع العليا، ويعد أحفاد الشيخ عسكر اليوم هم مشايخ مكتب وفخيذة الموسطة من بني مالك من يافع في بلاد يافع الجبل، وشيخ الموسطة الحالي هو الشيخ عبد الرب بن أحمد بن عسكر النقيب.

## الأقسام
الموسطة مشيخة على اسم فخيذة من فخائذ بني مالك من قبيلة يافع، وينقسمون إلى 13 قسمًا كما يلي:
| - العياسئ (العيسائي) - آل حبيش (الحبيشي) - آل جراد (الجرادي) - السعايد (السعيدي) - آل مسعد (المسعدي) - الحواثرة (الحوثري) - آل رشيد (الرشيدي) - العراوى (العروي) | - القعطة (القعيطي) - العلوس (العلسي) - آل خلاقة (الخلاقي) - الريوية (الريوي) - آل يسلم (اليسلمي) - حالمين (الحالمي) |

## المناطق
تعد المناطق الطبيعية القديمة لقبيلة الموسطة هي بلادهم المعروفة في يافع الجبل، والتي تقع فيها مشيختهم الممتدة من حدود قبائل آل حميقان وآل مظفر في البيضاء وحتى بلاد المفالحة يافع، وتشمل اجزاء كبيرة من جبن والشعيب، ولهم ايضًا مناطق في حضرموت، ابرزها ديارهم في القطن الممتدة من سفوح هضبة السحيل واطراف وادي ساه وحدودهم مع آل كثير وحتى حدودهم مع قبيلة نهد قرب بروج ، ولهم ايضًا ديار جنوب سلطنة عمان تمتد من الدهاريز وحتى وادي سناو في ظفار، ينتشر الموسطة اليوم في جميع مناطق اليمن ودول مجلس التعاون الخليجي، ولهم وجود كبير في السعودية خصوصًا أسماء البيوتات التي عرفت بالتجارة منهم مثل: ابن حترش العيسائي، الصانبي، ابن شيهون، الحريبي، السيلاني، وغيرهم..

## وصلات خارجية
- Map of Arabia (1905-1923) including the states of Aden Protectorate